# Bari (incrociatore)
Il Bari è stato un incrociatore leggero (in precedenza un esploratore) della Regia Marina, già incrociatore leggero SMS Pillau della Kaiserliche Marine.

## Storia

### Il servizio nella Kaiserliche Marine

#### 1914-1915
Ordinato ai cantieri Schichau di Danzica (numero di costruzione 813) dalla Marina imperiale russa ed impostato il 12 febbraio 1913 come Murav'ëv-Amurskij (in cirillico Муравьёв-Амурский), l'incrociatore fu varato l'11 aprile 1914, ma pochi mesi dopo, il 5 agosto 1914, con lo scoppio della prima guerra mondiale, il Muravyov-Amursky ed il gemello Admiral Nevelskoy, quasi ultimati, vennero confiscati dalla Germania, venendo quindi completati per la Kaiserliche Marine, dove formarono la classe Pillau. Il Muravyov-Amursky venne rinominato Pillau, mentre l'Admiral Nevelskoy fu ribattezzato Elbing.

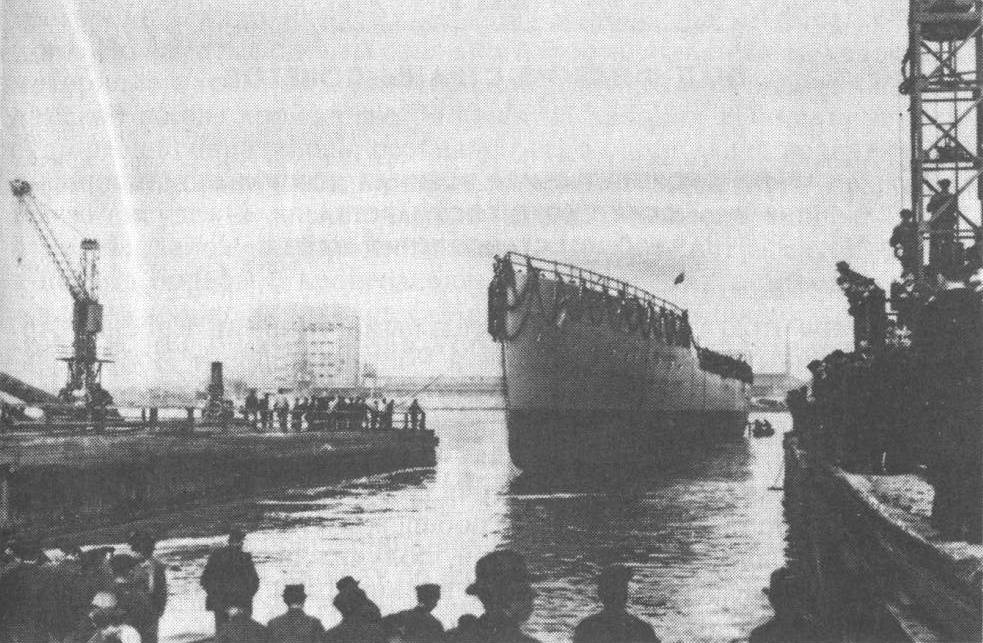
Il varo a Danzica

Con un dislocamento standard di 4390 tonnellate ed uno a pieno carico di 5252, il Pillau era propulso da due turbine a vapore Melms & Pfenninger, alimentate da 10 caldaie, sei delle quali alimentate a carbone e quattro a nafta (la nave aveva una scorta di 620 tonnellate di carbone e di 580 metri cubi di nafta), che imprimevano la potenza di 28.000 (o 31.000) HP a due eliche, sviluppando la velocità massima di 27,5-28 nodi. La corazzatura aveva uno spessore che variava, per il ponte, dai 78,7 mm a centro nave ai 18 mm alle estremità, 76 mm sui lati del torrione e 50 mm sul cielo del torrione (anche gli scudi dei cannoni avevano uno spessore di 50 mm), mentre l'armamento consisteva in otto pezzi singoli scudati da 15 cm SK L/45 (designati anche 150/45 o, secondo la nomenclatura italiana, 149/43) (i due incrociatori furono le prime navi da guerra tedesche ad essere armate con questo modello di cannoni, imbarcati al posto dei cannoni da 130 mm, di produzione russa, previsti dal progetto), due pezzi singoli antiearei da 8,8 cm SK L/45 (o 88/42) (per altra fonte quattro da 45/46 mm) e due tubi lanciasiluri singoli da 500 mm. La nave poteva inoltre trasportare e posare 120 mine.
Entrato un servizio il 14 dicembre 1914, il Pillau entrò a far parte della Hochseeflotte e, inquadrato nel II Gruppo d'Esplorazione (Aufklärungsgruppe) dal marzo 1915, prese parte alla prima guerra mondiale sia nel Mare del Nord (dall'agosto 1915) che nel Baltico.

La nave tra il 1914 e il 1916

Nell'agosto 1915 l'incrociatore, inquadrato nel II Aufklärungsgruppe (incrociatori leggeri Graudenz, Regensburg e Straslund), partecipò, insieme ad altre forze della Hochseeflotte (e della Ostseestreikräfte), che comprendevano otto corazzate e tre incrociatori da battaglia, alla battaglia del golfo di Riga, un'operazione avente lo scopo di eliminare le forze navali russe dal golfo di Riga. Il 13 agosto il Pillau fu fatto oggetto del lancio di tre siluri da parte di un sommergibile russo, ma fu mancato. Durante il secondo attacco (il 16 agosto), il Pillau, insieme alle corazzate Nassau e Posen, agli incrociatori leggeri Graudenz, Bremen ed Augsburg, ai cacciatorpediniere V 99 e V 100 ed alle 31 siluranti delle flottiglie VIII, IX e X, faceva parte della forza incaricata di attaccare le forze navali russe nel golfo di Riga. Nel mattino del 16 agosto, mentre il Graudenz, l'Augsburg, il V 99, il V 100 ed una flottiglia di torpediniere entravano nello stretto di Irben per simulare un attacco (a scopo diversivo), il Pillau ed il Bremen scortarono i dragamine della II Divisione, che iniziarono le operazioni di dragaggio alle quattro del mattino. Dopo la perdita del dragamine T 46 per urto contro mina ed alcuni infruttuosi scambi d'artiglieria nel pomeriggio (tra la cannoniera russa Chraby e la corazzata russa Slava, che attaccarono i dragamine, e la Nassau e la Posen che risposero al fuoco), alle 17, con il tramonto, le operazioni di dragaggio furono sospese. Tre giorni dopo, il 19 agosto, Pillau, Bremen, Graudenz, Augsburg, Nassau, Posen, il posamine ausiliario Deutschland e le torpediniere delle flottiglie VIII, IX e X. Alle 17.30 il Pillau scortò il Deutschland e dodici torpediniere, incaricate della posa di uno sbarramento di mine nello stretto di Muhu. Già alle 18, tuttavia, a causa del pericolo rappresentato da campi minati e dai cacciatorpediniere russi, l'operazione fu sospesa, ed il Pillau e le altre unità si ancorarono presso l'isola di Kynö.

#### 1916: la battaglia dello Jutland

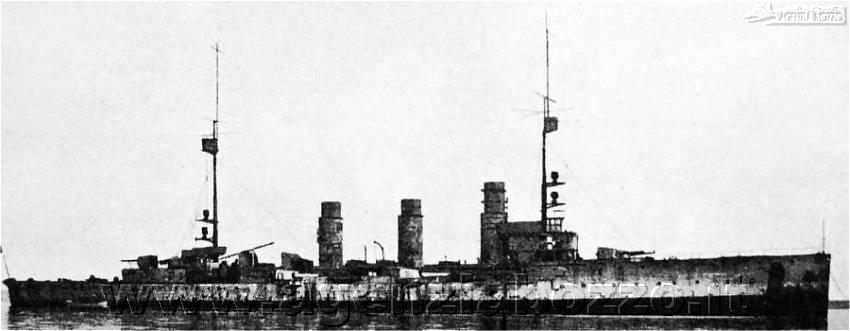
L'incrociatore a Taranto nel 1922, poco dopo la consegna all'Italia.

Dal 31 maggio al 1º giugno 1916 l'incrociatore prese parte alla battaglia dello Jutland. Alle due di notte del 31 maggio 1916 il I ed il II Gruppo d'Esplorazione, di cui faceva parte anche il Pillau (appartenente, insieme agli incrociatori leggeri Elbing, Frankfurt e Wiesbaden, al II Gruppo d'Esplorazione, al comando del contrammiraglio Friedrich Bödicker, imbarcato sul Frankfurt), lasciarono il fiume Jade alla volta dello stretto dello Skagerrak, seguiti, un'ora e mezza più tardi, dal resto della Hochseeflotte. Il viceammiraglio Reinhard Scheer aveva pianificato di attirare una porzione della flotta britannica lontano dalle basi per poi distruggerla con la Hochseeflotte, ma le forze inglesi erano venute a conoscenza del piano, facendo uscire in mare l'intera Grand Fleet. Poco prima delle 15.30 i rispettivi gruppi d'incrociatori entrarono in contatto ed aprirono il fuoco: l'Elbing fu il primo incrociatore tedesco ad avvistare le unità britanniche, quando attaccò gli incrociatori leggeri britannici Galatea e Phaeton, che avevano appena aperto il fuoco sui cacciatorpediniere tedeschi B 109 e B 110, che avevano fermato il piroscafo norvegese N. J. Fjord per ispezionarlo. Tale scontro diede inizio alla battaglia dello Jutland. Il Pillau ed il Frankfurt accorsero ad assistere l'Elbing, ed alle 16.12 aprirono il fuoco sul Galatea e sul Phaeton da 14.900 metri. Le due unità avversarie si allontanarono, pertanto il Pillau ed il Frankfurt, le cui salve avevano iniziato a divenire troppo corte, cessarono il fuoco alle 16.17. Un quarto d'ora dopo le tre unità (nel frattempo l'Elbing si era infatti ricongiunto con i due sezionari) aprirono il fuoco contro un idrovolante decollato dalla portaidrovolanti britannica Engadine, senza colpirlo (il velivolo fu tuttavia costretto ad atterrare a causa di un'avaria al motore seguita alla manovra di disimpegno). I tre incrociatori riassunsero poi le loro posizioni a proravia degli incrociatori da battaglia tedeschi.

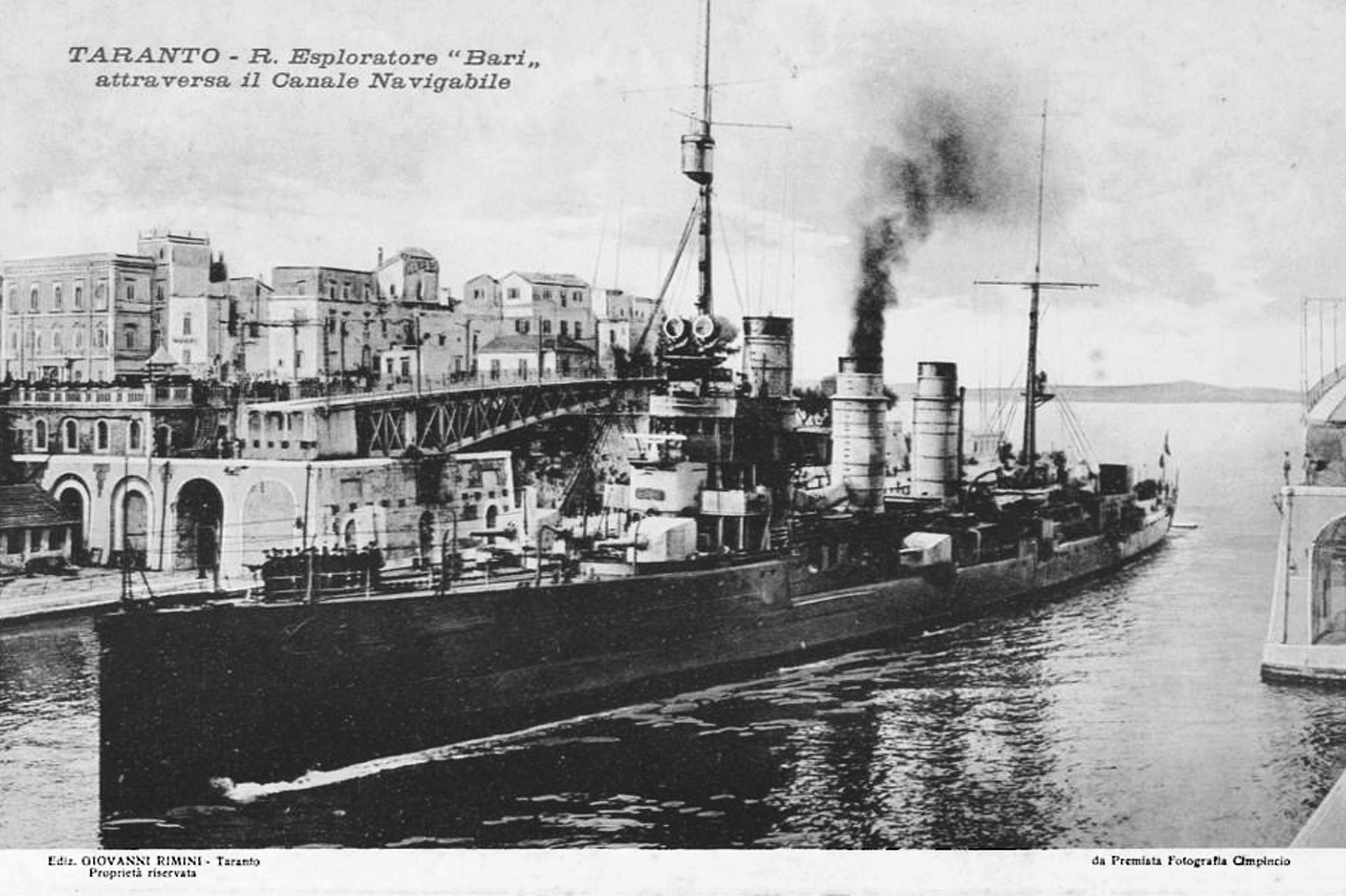
L'unità in transito nel canale navigabile di Taranto dopo la cessione all'Italia.

Poco prima delle 17 il 5th Battle Squadron britannico, composto dalle corazzate veloci Barham, Valiant, Warspite e Malaya, giunse sul luogo dello scontro, ed alle 16.50 avvistò il Pillau, l'Elbing ed il Frankfurt. Otto minuti dopo la Warspite e la Valiant aprirono il fuoco contro il Pillau da una distanza di 16.000 metri: diverse salve caddero vicino agli incrociatori tedeschi, che dovettero ritirarsi ad alta velocità dopo aver steso cortine fumogene. Circa un'ora dopo il Pillau ed il Frankfurt contribuirono a respingere un attacco da parte dei cacciatorpediniere britannici Onslow e Moresby diretto contro gli incrociatori da battaglia tedeschi.
Alle 18.30 (ora inglese) il II Gruppo d'Esplorazione s'imbatté nell'incrociatore leggero britannico Chester, contro il quale, dopo averlo identificato entro qualche minuto dall'avvistamento, iniziò a tirare da circa 4 miglia di distanza. Ripetutamente colpito con gravi danni e perdite, il Chester si dovette ritirare, e mentre anche le unità di Bödicker si disimpegnavano, intervenne il 3rd Battlecruisers Squadron, composto dagli incrociatori da battaglia britannici Invincible, Inflexible ed Indomitable. Per altra fonte, invece, le unità tedesche s'imbatterono negli incrociatori da battaglia britannici inseguendo il Chester in ritirata, e venendo ben presto prese di mira dalle unità nemiche, da distanza ravvicinata. L'Invincible colpì il Wiesbaden con un proiettile che, esplodendo in sala macchine, lo immobilizzò, mentre l'Inflexible colpì il Pillau con un proiettile da 305 mm, che esplose sotto la sala nautica (altra fonte attribuisce anche il danneggiamento del Pillau all'Invincible). Gran parte delle fiamme e dell'energia dell'esplosione si sfogarono verso l'esterno, ma la condotta ausiliaria di ventilazione di dritta ne convogliò una parte verso la seconda sala caldaie, ponendo momentaneamente fuori uso tutte le sei caldaie a carbone della nave. Grazie alle quattro caldaie a nafta, tuttavia, il Pillau fu in grado di disimpegnarsi alla velocità di 24 nodi, grazie anche alla nebbia. Il Wiesbaden rimase invece immobilizzato ed alla deriva, affondando dopo diverse ore, con un solo superstite tra i 590 uomini di equipaggio, mentre il Frankfurt, danneggiato, e l'Elbing, illeso, poterono anch'essi allontanarsi. Entro le 20.30 tre delle sei caldaie a carbone del Pillau erano tornate in efficienza, permettendo una velocità di 26 nodi.

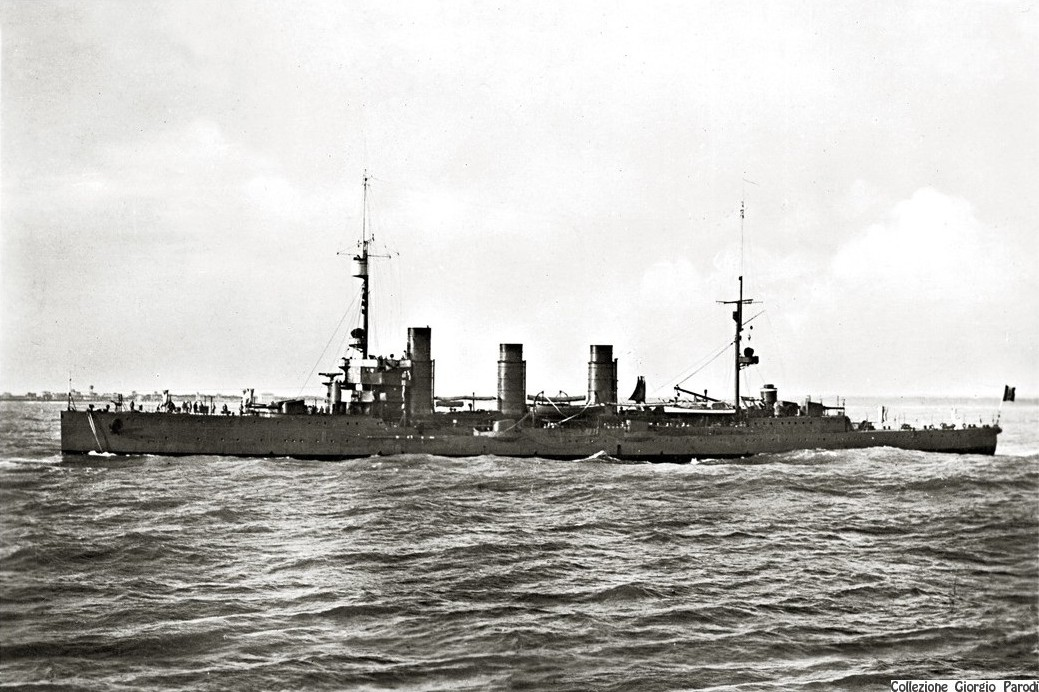
L'incrociatore dopo l'incorporo nella Marina italiana.

Alle 21.20 il II Gruppo d'Esplorazione incontrò di nuovo gli incrociatori da battaglia britannici: il Pillau fu brevemente fatto oggetto delle salve del Lion e del Tiger, che tuttavia poco dopo, senza averlo colpito, rivolsero il proprio fuoco (registrato dal rapporto del Pillau come molto inaccurato) contro l'incrociatore da battaglia tedesco Derfflinger. Poco prima delle 23 il Frankfurt ed il Pillau avvistarono l'incrociatore britannico Castor e diversi cacciatorpediniere della XI Flottiglia britannica, lanciarono quindi un siluro ciascuno contro il Castor e poi ripiegarono verso la linea tedesca, non visti, senza accendere i proiettori od usare le artiglierie, per evitare di far scoprire alla flotta britannica la posizione delle corazzate tedesche. Nella notte vi furono altri scontri tra le navi da battaglia tedesche, gli incrociatori di scorta ed i cacciatorpediniere britannici, che portarono anche alla perdita per collisione dell'Elbing, e nei quali il Pillau non ebbe un ruolo di rilievo.
Alle quattro del mattino del 1º giugno la flotta tedesca, ormai perso ogni contatto con quella britannica, giunse nei pressi dell'Horns Reef, ed alle 9.30 il Pillau fu distaccato per assistere l'incrociatore da battaglia Seydlitz, che, a causa dei gravissimi danni riportati, aveva problemi nel rientrare in porto. Il Pillau si portò a proravia del Seydlitz per condurlo a Wilhelmshaven, ma poco dopo le 10 il Seydlitz s'incagliò al largo di Sylt. Alle 10.30 il Seydlitz venne disincagliato e la navigazione riprese, con una divisione di dragamine che precedeva l'incrociatore da battaglia e scandagliava il fondo, onde evitare un altro incaglio. Il Seydlitz, continuando ad imbarcare acqua, si abbassava sempre più sulla superficie del mare, e ad un certo punto virò e cercò di navigare a marcia indietro per ridurre la quantità d'acqua che continuava a riversarsi nello scafo; il Pillau ed alcuni dragamine tentarono di prenderlo a rimorchio, ma dovettero rinunciare dopo che i cavi si furono spezzati più volte. In serata giunsero due battelli pompa, e nella notte il convoglio procedette lentamente, ancora guidato dal Pillau. Alle 8.30 del 2 giugno, infine, le navi raggiunsero il battello faro esterno dello Jade, ed alle 8.50 si poterono ormeggiare.
Nel corso della battaglia dello Jutland il Pillau aveva sparato complessivamente 113 proiettili da 150 mm e quattro da 88 mm, oltre ad aver lanciato un siluro. Tra l'equipaggio dell'incrociatore vi erano stati quattro morti e 19 (per altre fonti 23) feriti.

#### 1917-1918

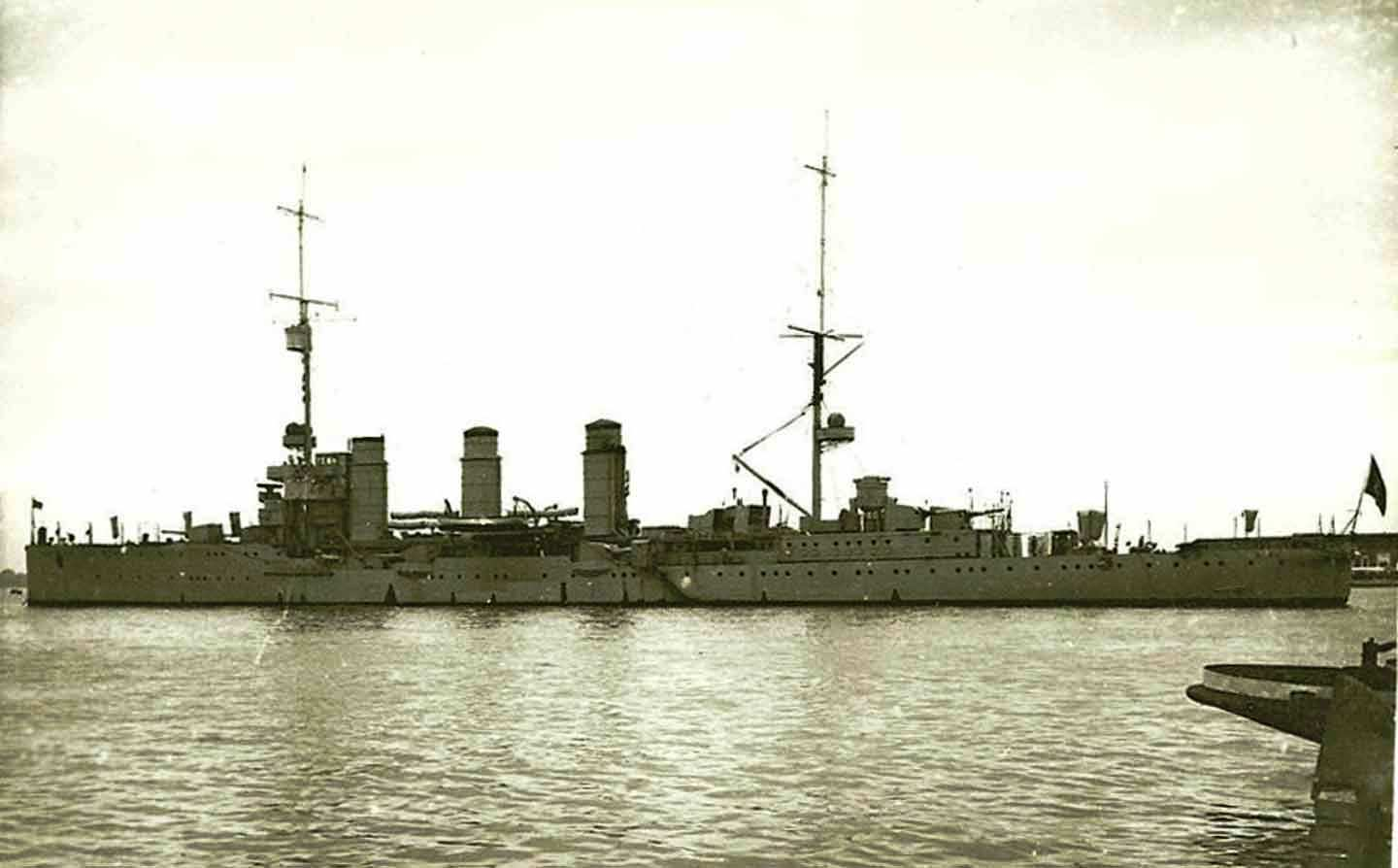
Il Bari nei primi anni di servizio sotto bandiera italiana.

Il 20 giugno 1917, nel corso di una serie di ammutinamenti svoltisi su numerose unità della Hochseeflotte, 137 membri dell'equipaggio del Pillau, ormeggiato a Wilhelmshaven, lasciarono la nave per protestare sull'eliminazione della loro licenza. Dopo un paio di ore in città, tuttavia, gli uomini tornarono a bordo e ripresero le attività che avevano avuto ordine di compiere nella mattinata, per mostrare le loro buone intenzioni. Il comandante del Pillau non considerò l'evento un fatto grave, e si limitò a prendere alcuni provvedimenti punitivi, non molto pesanti, nei confronti degli organizzatori della protesta.
Negli ultimi mesi del 1917 il Pillau fu assegnato al IV Gruppo d'Esplorazione, insieme agli incrociatori leggeri Stralsund e Regensburg. Sul finire dell'ottobre 1917 il IV Gruppo d'Esplorazione venne inviato a Pillau, dove giunse il 30 ottobre per sostituire le navi maggiori che avevano appena completato l'Operazione Albion (l'occupazione delle isole del golfo di Riga), insieme alle corazzate della I Squadra da Battaglia. A causa del rischio delle mine vaganti, strappate dai loro ancoraggi da una recente tempesta, i comandi navali cancellarono la missione, facendo rientrare il Pillau e gli altri due incrociatori nel Mare del Nord, il 31 ottobre.

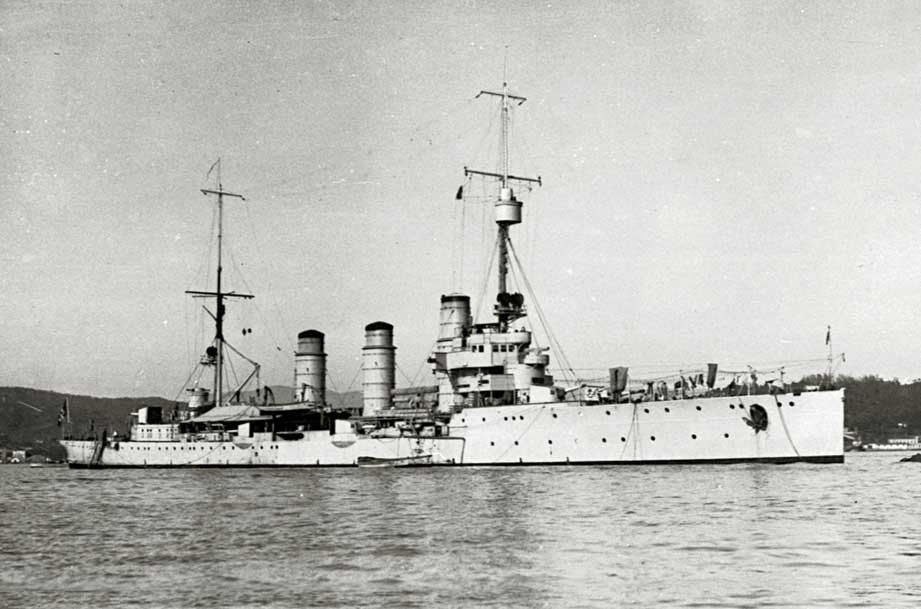
L'incrociatore fotografato probabilmente negli anni Venti.

Dopo il ritorno nel Mare del Nord, il Pillau fu nuovamente assegnato al II Gruppo d'Esplorazione (composto da altri tre incrociatori: Königsberg, Frankfurt e Nürnberg), che il 17 novembre, con l'appoggio delle corazzate Kaiser e Kaiserin, fornì copertura ad un'operazione di dragaggio di mine nel Mare del Nord da parte della VI Flottiglia Dragamine, della II e VI Flottiglia dragamine ausiliari e della XII e XIV Flottiglia Cacciatorpediniere. Il II Gruppo d'Esplorazione, agli ordini del contrammiraglio Ludwig von Reuter (imbarcato sul Königsberg), forniva l'appoggio diretto a tali unità. Le unità tedesche vennero attaccate dagli incrociatori britannici Calypso, Caledon e Galatea, appoggiati dagli incrociatori da battaglia Tiger, Renown, Repulse, Courageos e Glorious, portando così alla seconda battaglia della baia di Helgoland. Le unità di von Reuter vennero attaccate dalle unità britanniche, e, ritirandosi, le portarono verso le corazzate tedesche. I dragamine ripiegarono verso sudest, appoggiati dal Pillau, dal Nürnberg e dalla XIV Flottiglia Cacciatorpediniere, mentre le navi maggiori e gli altri incrociatori degli opposti schieramenti ingaggiavano lo scontro, che risultò inconcludente. Il Repulse aprì il fuoco sulle navi di von Reuter, che reagirono con il lancio di numerosi siluri da parte dei cacciatorpediniere, del Königsberg e del Frankfurt, che non colpirono alcuna unità, ma ottennero di coprire la ritirata dei dragamine. Il Pillau non ebbe un ruolo rilevante nella battaglia, pur venendo colpito da un proiettile da 381 mm del Courageous, che colpì lo scudo di uno dei cannoni laterali, mettendolo fuori uso.
Il 23-24 aprile 1918 il I ed il II Gruppo d'Esplorazione (compreso il Pillau), insieme alla II Flottiglia Torpediniere e con l'appoggio di tutta la Hochseeflotte, vennero inviati all'attacco di un convoglio britannico, fortemente scortato, diretto in Norvegia. Essendo il convoglio transitato il giorno precedente la partenza delle navi tedesche, non poté essere individuato dalle unità della Kaiserliche Marine, che dovettero rinunciare all'operazione e rientrare in porto.

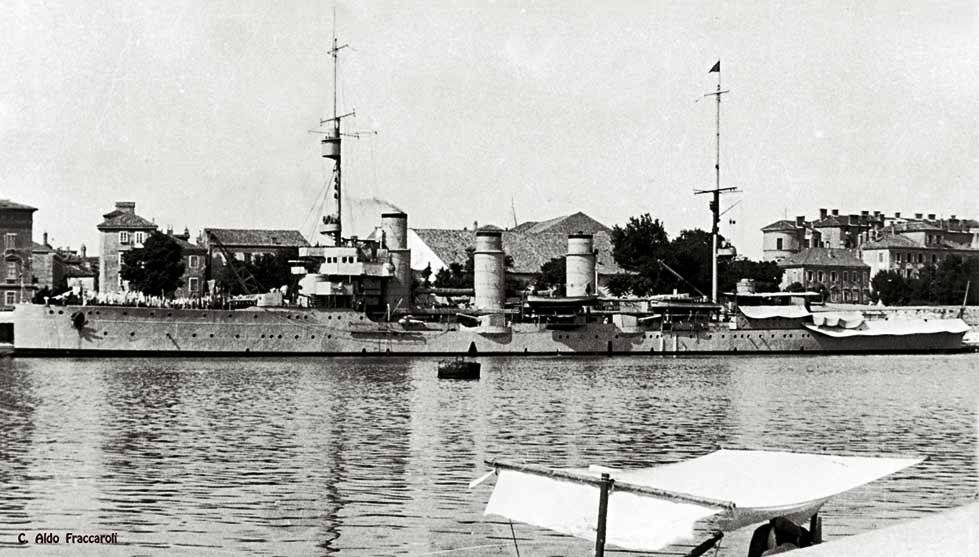
Un'altra immagine della nave verosimilmente nei primi anni di servizio sotto bandiera italiana.

Nell'ottobre 1918, infine, il Pillau e le altre unità del II Gruppo d'Esplorazione (Cöln, Dresden e Königsberg) avrebbero dovuto guidare l'attacco finale della Hochseeflotte contro la flotta britannica. I quattro incrociatori avrebbero dovuto attaccare il naviglio mercantile nell'estuario del Tamigi, mente altri tre incrociatori (Karlsruhe, Nürnberg e Graudenz) avrebbero dovuto bombardare obiettivi nelle Fiandre. Nei piani degli ammiragli Reinhard Scheer e Franz von Hipper, tali attacchi avrebbero dovuto attirare la Grand Fleet in mare; la Hochseeflotte avrebbe poi ingaggiato un ultimo combattimento nel tentativo di infliggere le maggiori perdite possibili alla flotta britannica, anche a costo dell'annientamento, per migliorare la posizione militare della Germania all'armistizio. Nella mattinata del 29 ottobre 1918 fu dato l'ordine che le navi all'ancora a Wilhelmshaven si preparassero a partire l'indomani, ma nella notte successiva gli equipaggi di diverse corazzate si ammutinarono. L'operazione dovette quindi essere cancellata.
Dopo la fine della guerra e la caduta dell'Impero tedesco, il Pillau prestò brevemente servizio nella neo-costituita Reichsmarine, venendo posto in riserva il 31 marzo 1919. A seguito dell'autoaffondamento in massa della flotta tedesca a Scapa Flow, infatti, il Pillau fu tra le navi scelte per sostituire quelle che avrebbero dovuto essere consegnate alle potenze vincitrici ma che si erano invece autoaffondate.

### Il servizio nella Regia Marina

#### La cessione e gli anni venti e trenta

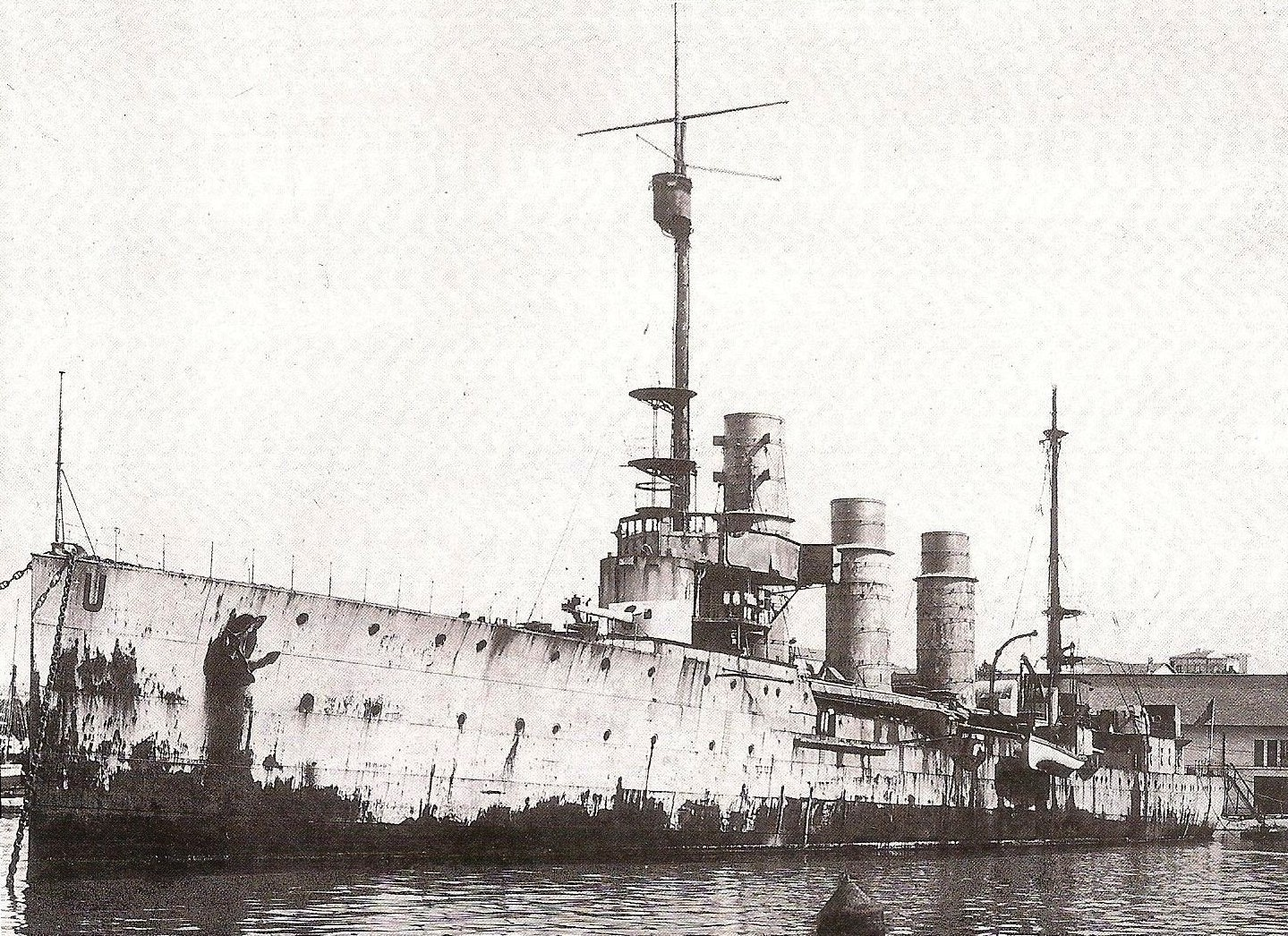
L'incrociatore a Taranto il 5 maggio 1921, poco dopo la consegna all'Italia, ancora provvisto della lettera «U» dipinta sulla prua.

Il 5 novembre 1919 l'incrociatore venne radiato, per poi essere consegnato all'Intesa a Cherbourg il 20 luglio 1920. Lo stesso giorno la nave venne poi ceduta, come preda di guerra, all'Italia, con la denominazione temporanea di «U». Il 1º novembre 1920 l'unità, a rimorchio del rimorchiatore olandese Witte Zee, giunse a Taranto. Nel 1921 l'incrociatore venne incorporato nella Regia Marina con il nome di Bari (per altra fonte tale nome venne assegnato solo al termine dei lavori di modifica), venendo riclassificato esploratore. Tra il 1921 ed il 1923, in seguito alla cessione, la nave venne sottoposta a grandi lavori di modifica che aumentarono il dislocamento standard a 5156 (o 5250) tonnellate, e quello a pieno carico a 5305. I due cannoni da 88 mm vennero inoltre sostituiti con 3 pezzi contraerei da 76/40 mm Ansaldo in impianti singoli scudati (secondo alcune fonti furono anche imbarcate otto mitragliere da Breda Mod. 31 da 13,2 mm). Le scorte vennero portate a 620 tonnellate di carbone e 580 di nafta. L'autonomia divenne di 2600 miglia a 14 nodi. Altre fonti indicano invece le caratteristiche del Bari in dislocamento di 4320 tonnellate, velocità di 27 nodi ed armamento composto da otto pezzi da 149/43 mm, tre da 76 mm e due tubi lanciasiluri. 

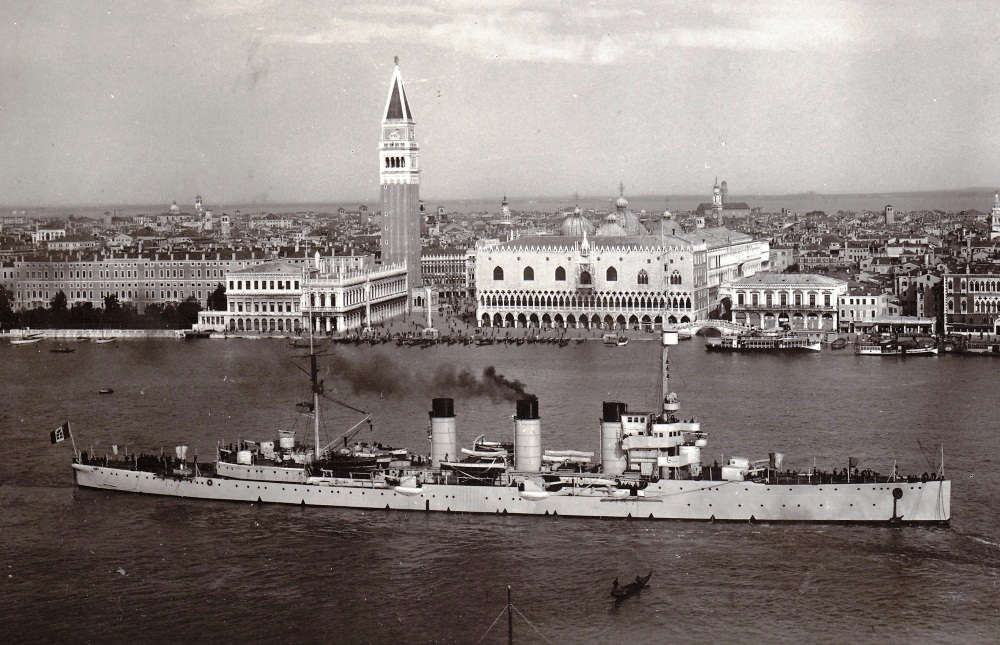
Il Bari a Venezia tra la metà degli anni Venti ed i primi anni Trenta.

Terminati i lavori di modifica, svoltisi a Taranto, il Bari entrò in servizio per la Regia Marina il 21 gennaio 1924 (l'incorporazione risaliva al 19 settembre 1920), venendo impiegato come nave scuola sino al 1934 e compì crociere in Mediterraneo ed in Oceano Atlantico.

Nella notte sul 25 agosto 1925 il Bari, partito in tarda serata da Palermo e giunto a Castellammare del Golfo, dove aveva iniziato un'esercitazione che prevedeva la posa di campi minati davanti alla rada, s'incagliò, a causa di densa foschia causata dallo scirocco, su una secca nei pressi di Punta Molinazzo, al largo di Terrasini. L'incaglio causò danni alla chiglia ed anche l'apertura di una falla a prua. Il maltempo ostacolò continuamente le operazioni di disincaglio, che richiesero lo sbarco delle artiglierie e degli altri materiali, il pompaggio dell'acqua penetrata attraverso la falla e l'utilizzo di cassoni d'aria per riportare la nave in condizioni di galleggiabilità. L'incrociatore, riportato in galleggiamento con l'utilizzo dei cassoni, venne rimorchiato a Palermo dal rimorchiatore Taranto.

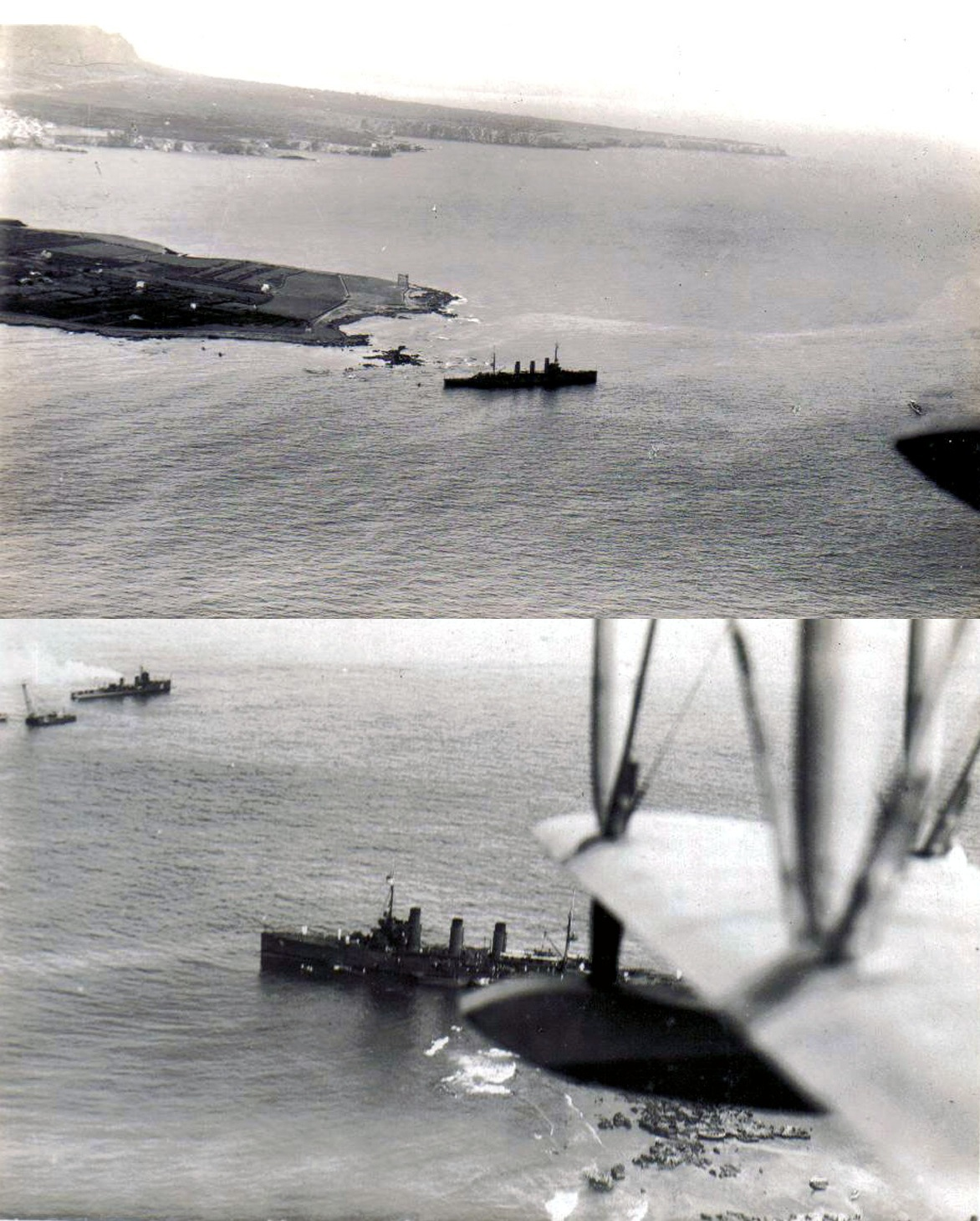
Foto aeree del Bari incagliato a Terrasini, il 28 agosto 1925.

Nel 1929 il Bari, insieme agli esploratori Ancona, Taranto e Premuda (anch'esse unità ex tedesche), formava la Divisione Esploratori della 1ª Squadra Navale, con base a La Spezia. Il 19 luglio 1929 l'unità venne riclassificata incrociatore leggero. Nel 1931 l'incrociatore, insieme al Taranto, ai cacciatorpediniere Palestro, San Martino e Monzambano ed alla torpediniera Giuseppe Dezza (oltre alle cinque unità della III Flottiglia Cacciatorpediniere ed alle sei della Squadra Sommergibili «H»), costituiva la IV Divisione della 2ª Squadra Navale, del cui comandante, ammiraglio Alberto Alessio, era la nave di bandiera, mentre nel 1933-1934 il Bari era la nave ammiraglia della VI Divisione, al comando dell'ammiraglio di divisione Guido Castiglioni, che comprendeva gli esploratori Tigre ed Augusto Riboty, i cacciatorpediniere Francesco Crispi, Quintino Sella, Giovanni Nicotera e Bettino Ricasoli e, in riserva, i vecchi incrociatori corazzati San Giorgio e San Marco. Nel 1935 il Bari, al comando del capitano di vascello Diego Pardo, venne dislocato in Mar Rosso, dove, insieme all'esploratore Pantera, al cacciatorpediniere Palestro, alla torpediniera Audace, ai posamine Azio ed Ostia ed alla cisterna militare Niobe, fu alle dipendenze del locale Comando Superiore Navale, agli ordini dello stesso comandante Pardo.
Tra il 1934 ed il 1935 il Bari venne sottoposto a La Spezia a nuovi e radicali lavori di trasformazione in incrociatore coloniale, che inclusero la completa conversione dell'alimentazione dell'apparato motore alla nafta, e quindi l'eliminazione delle 6 caldaie prodiere, a carbone, per fare spazio ad ulteriori depositi di nafta ed acqua e ad un ampliamento degli alloggi (dato che la nave sarebbe stata impiegata principalmente in climi caldi, necessitava di alloggi più confortevoli), e conseguentemente del fumaiolo prodiero (mentre l'altezza degli altri due fumaioli fu ridotta, così come quella degli alberi), riducendo la potenza dell'apparato motore a 21.000 HP (16.000 kW) e la velocità a 24,5 nodi (in seguito scese a 21). Le scorte di nafta vennero considerevolmente aumentate, portando l'autonomia a 4000 miglia a 14 nodi (in precedenza erano 2600 miglia alla stessa velocità). Venne inoltre imbarcata una mitragliera binata da 13,2 mm. Il dislocamento divenne di 3248 tonnellate standard e 5220 a pieno carico.

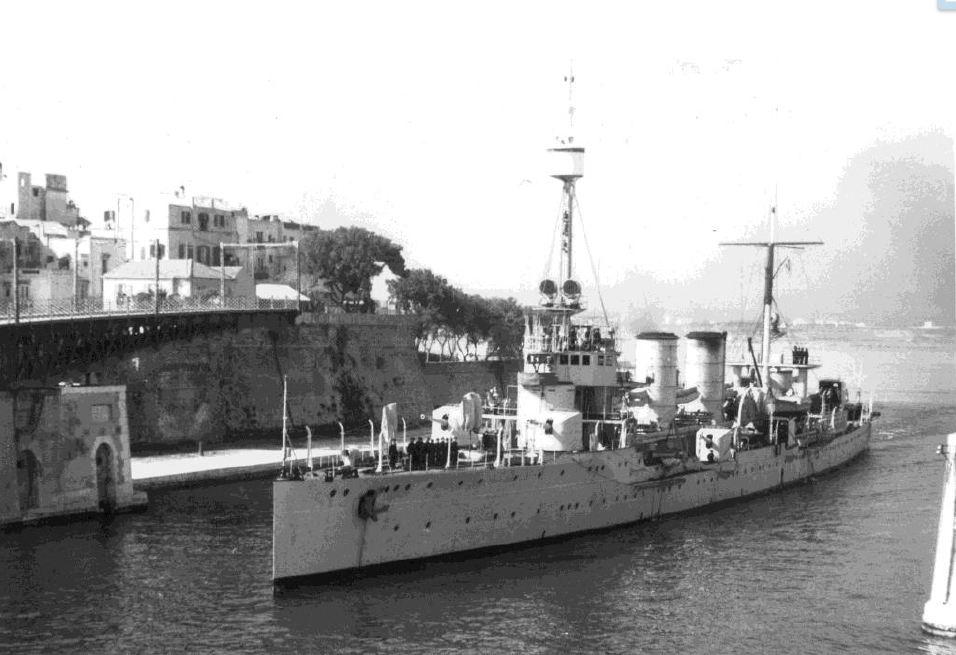
L'incrociatore attraversa il canale navigabile di Taranto dopo il secondo ciclo di lavori di modifica.

Dopo la conclusione dei lavori, durante la guerra d'Etiopia, la nave venne nuovamente dislocata in Mar Rosso (dove trasportò anche l'allora tenente di vascello Carlo Fecia di Cossato, diretto a Massaua per assumere il comando delle difese del porto; a bordo vi era anche il capitano di fregata Stanislao Esposito). Nel 1935 il Bari, ancora al comando del capitano di vascello Pardo (poi sostituito dal parigrado Giuseppe Lombardi), era la nave di bandiera dell'ammiraglio di divisione Vannutelli, comandante della Divisione Navale in Africa Orientale, che comprendeva anche Taranto, Tigre, Pantera, Audace, i cacciatorpediniere Francesco Nullo e Daniele Manin ed i sommergibili Luigi Settembrini e Ruggiero Settimo. Nel 1936 il comando della Divisione passò all'ammiraglio di divisione Vittorio Tur, sempre imbarcato sul Bari, e la sua composizione mutò con l'aggiunta delle torpediniere Giacinto Carini e Generale Antonio Cantore, dei sommergibili Tricheco, Narvalo, Serpente e Salpa, delle navi appoggio sommergibili Antonio Pacinotti ed Alessandro Volta, della nave ausiliaria Arborea e di quattro MAS. L'equipaggio dell'incrociatore partecipò anche alla costruzione delle postazioni difensive delle Isole Dahlak.
Il Bari rimase alle dipendenze del Comando Superiore Navale Africa Orientale Italiana sino al maggio 1938, quando, rilevato dalla nave coloniale Eritrea, rientrò in Italia per nuovi lavori. Prima dello scoppio della seconda guerra mondiale, infatti, l'incrociatore venne sottoposto a Taranto a nuovi lavori di rimodernamento per potenziare l'armamento contraereo: furono rimossi i due tubi lanciasiluri da 500 mm ed installate 3 mitragliere binate Breda 20/65 Mod. 1935 e due Breda Mod. 31 da 13,2/76 mm, anch'esse binate.

#### La seconda guerra mondiale
All'entrata dell'Italia nella seconda guerra mondiale il Bari (comandante capitano di fregata Ernesto Navone) era dislocato a Taranto, con compiti difensivi (per altra fonte la nave era assegnata alla difesa contraerea di Brindisi). L'unità, insieme all'altrettanto anziano incrociatore leggero Taranto, costituiva il Gruppo Incrociatori del Dipartimento Militare Marittimo «Jonio e Basso Adriatico», con base a Taranto.

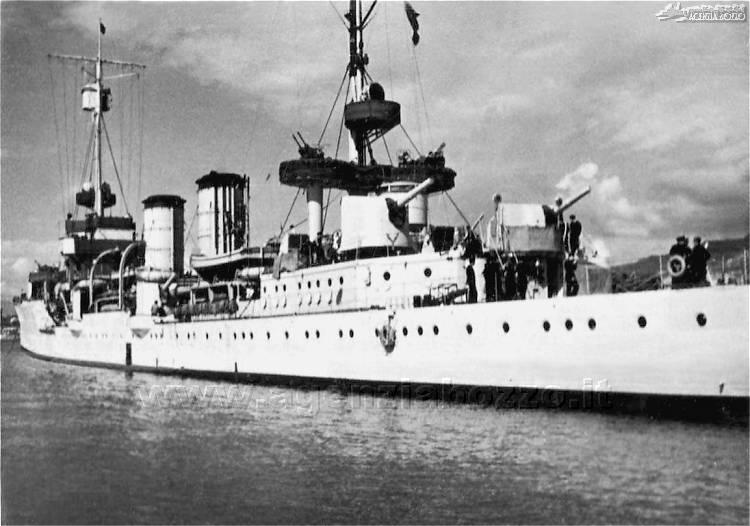
Il Bari fotografato nel 1938

Il 21 (per altre fonti il 25) ottobre 1940 il Bari, passato al comando del capitano di fregata Franco Greppi, venne assegnato alla Forza Navale Speciale, incaricata dello sbarco e dell'occupazione dell'isola di Corfù, come nave ammiraglia. Il comandante della FNS, l'ammiraglio di squadra Vittorio Tur, prese imbarco sul Bari quattro giorni più tardi. La Forza Navale Speciale, costituita, oltre che dal Bari, dal Taranto, dagli anziani cacciatorpediniere Carlo Mirabello ed Augusto Riboty, dalle torpediniere Altair, Antares, Andromeda, Aretusa, Nicola Fabrizi, Angelo Bassini e Giacomo Medici e dalle navi cisterna/navi da sbarco Tirso, Sesia e Garigliano, avrebbe dovuto supportare lo sbarco della Divisione fanteria «Bari» e di un battaglione del Reggimento San Marco. Tale sbarco sarebbe dovuto avvenire il 28 ottobre, ma venne rinviato dapprima al 30 e poi al 31 a causa del mare mosso. Frattanto il Bari ed il Taranto avevano lasciato Taranto alla volta di Brindisi, dove confluirono anche la IX Squadriglia MAS e le torpediniere Andromeda, Aretusa, Antares ed Altair. L'operazione, tuttavia, venne ulteriormente dilazionata al 2 novembre ed infine fu annullata in seguito al deludente andamento delle operazioni sul fronte greco. I mercantili che avevano imbarcato i reparti della Divisione «Bari», destinata all'Epiro in rinforzo alle truppe già là dislocate, vennero inviati a Valona.

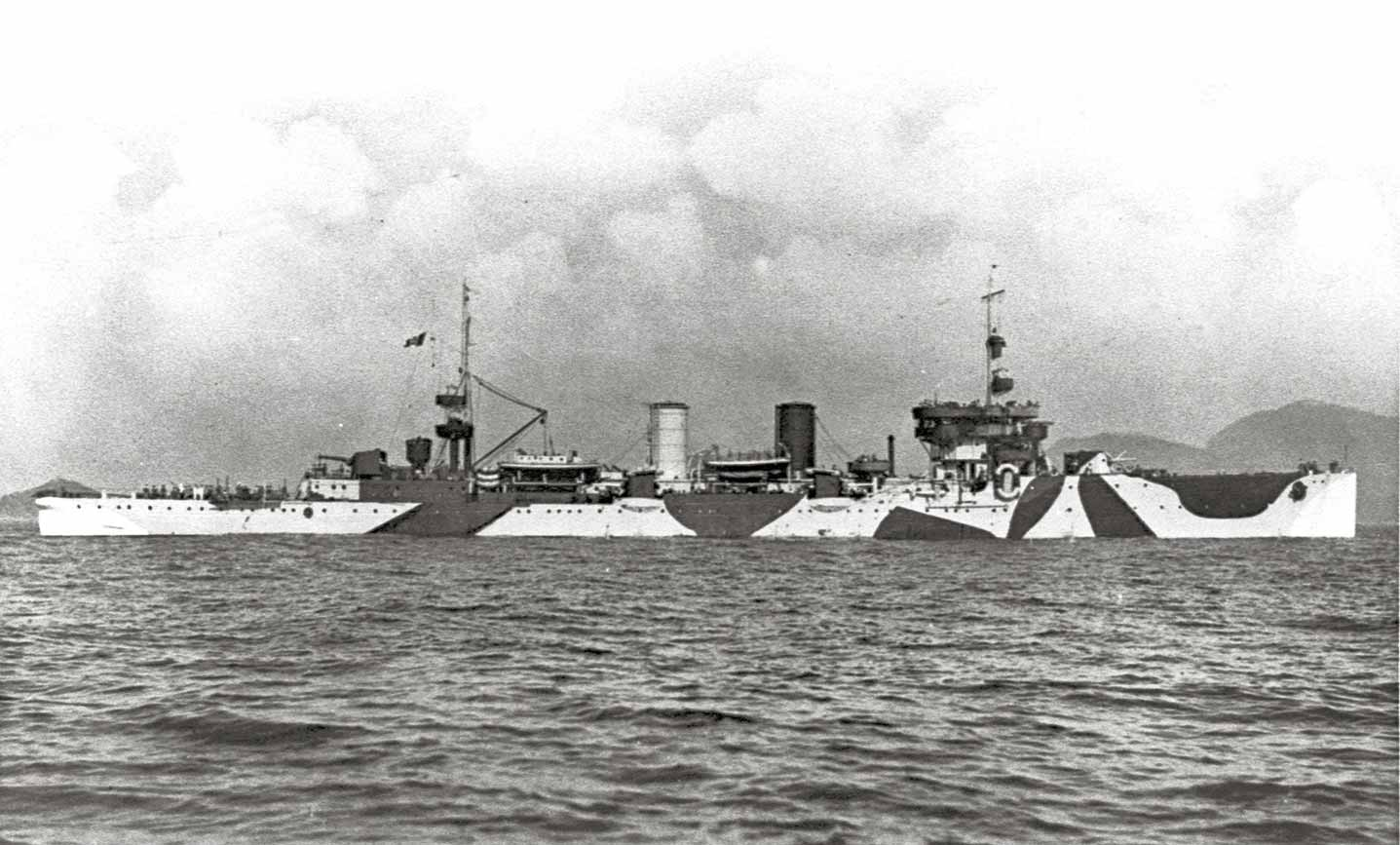
L'incrociatore con colorazione mimetica, durante la seconda guerra mondiale.

Nel corso della campagna di Grecia il Bari svolse missioni di posa mine e bombardamento costiero in Adriatico ed in Egeo (i cannoni di produzione tedesca risultarono particolarmente indicati per tale impiego).

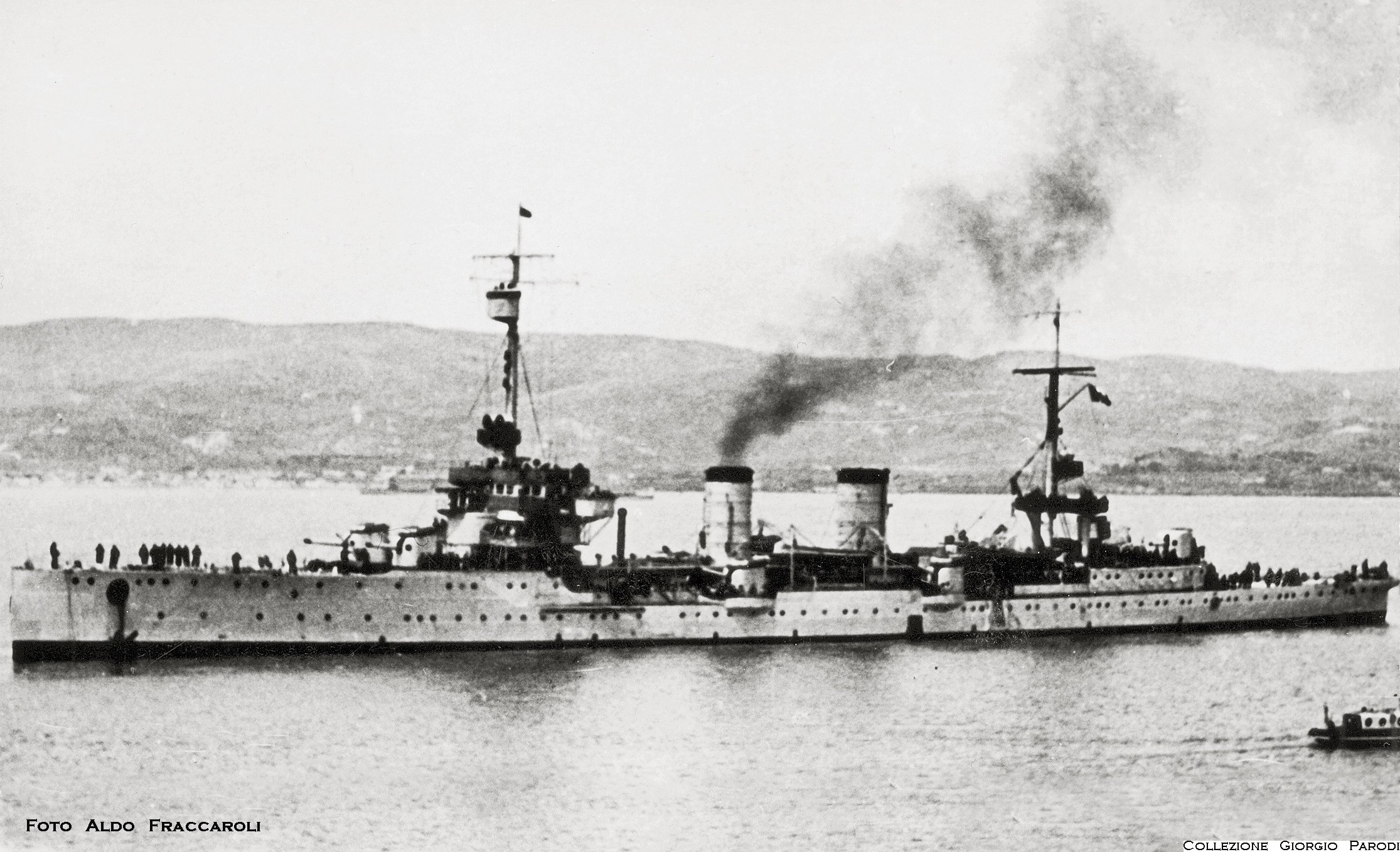
Il Bari nel 1941.

Il Bari rimase inoltre nave di bandiera dell'ammiraglio Tur ed ammiraglia della Forza Navale Speciale, che, nel maggio 1941, fu impegnata nelle operazioni di occupazione delle isole di Corfù, Cefalonia, Santa Maura, Itaca e Zante (oltre alle altre isole minori del Mar Ionio) a seguito della caduta della Grecia. A tali operazioni avrebbero dovuto partecipare il Bari, le torpediniere Antares, Aretusa ed Altair e, per il trasporto delle truppe, i piroscafi Francesco Crispi, Argentina e Galilea, aventi a bordo i corpi di spedizione inclusivi di truppe del Regio Esercito, Camicie Nere da sbarco e marinai del Reggimento San Marco. Il 29 aprile Corfù venne quindi occupata con l'utilizzo di due motocisterne, che sbarcarono le truppe ed i relativi quadrupedi, veicoli e materiali. Il 30 aprile vennero occupate Santa Maura ed Itaca, con truppe paracadutate, e si avviarono i primi contatti con Zante e Cefalonia, e l'occupazione di quest'ultima isola, la più importante perché provvista della base navale di Argostoli, fu pianificata per il 4 maggio. Il convoglio con il corpo di occupazione di Cefalonia (che consisteva in 112 ufficiali e 2946 sottufficiali, graduati e soldati, oltre ai relativi quadrupedi, autoveicoli e materiali), formato dai piroscafi Argentina, Crispi e Galilea e scortato dal Bari e dalle torpediniere Altair, Aretusa ed Antares, lasciò Brindisi alle 16.40 del 3 maggio ed arrivò ad Argostoli a mezzogiorno del giorno seguente, procedendo quindi allo sbarco, portato a termine con celerità. Nel corso dell'occupazione delle Isole Ionie non si incontrò alcuna resistenza da parte greca.
Il 10 maggio 1941, in seguito alla costituzione del Comando Gruppo Navale dell'Egeo settentrionale (Marisudest), avente sede ad Atene, il Bari, l'Antares e l'Aretusa partirono da Brindisi alle 16.15 insieme alla motonave Viminale, avente a bordo truppe del Reggimento San Marco e personale della Regia Marina incaricato di iniziare ad organizzare i servizi ed i Comandi della Regia Marina a Patrasso ed a Capo Papas, giungendo a Patrasso alle 14.30 dell'11, dopo essere transitati a settentrione di Capo Papas (all'imboccatura del golfo di Patrasso), passaggio che era stato dragato dai campi minati.

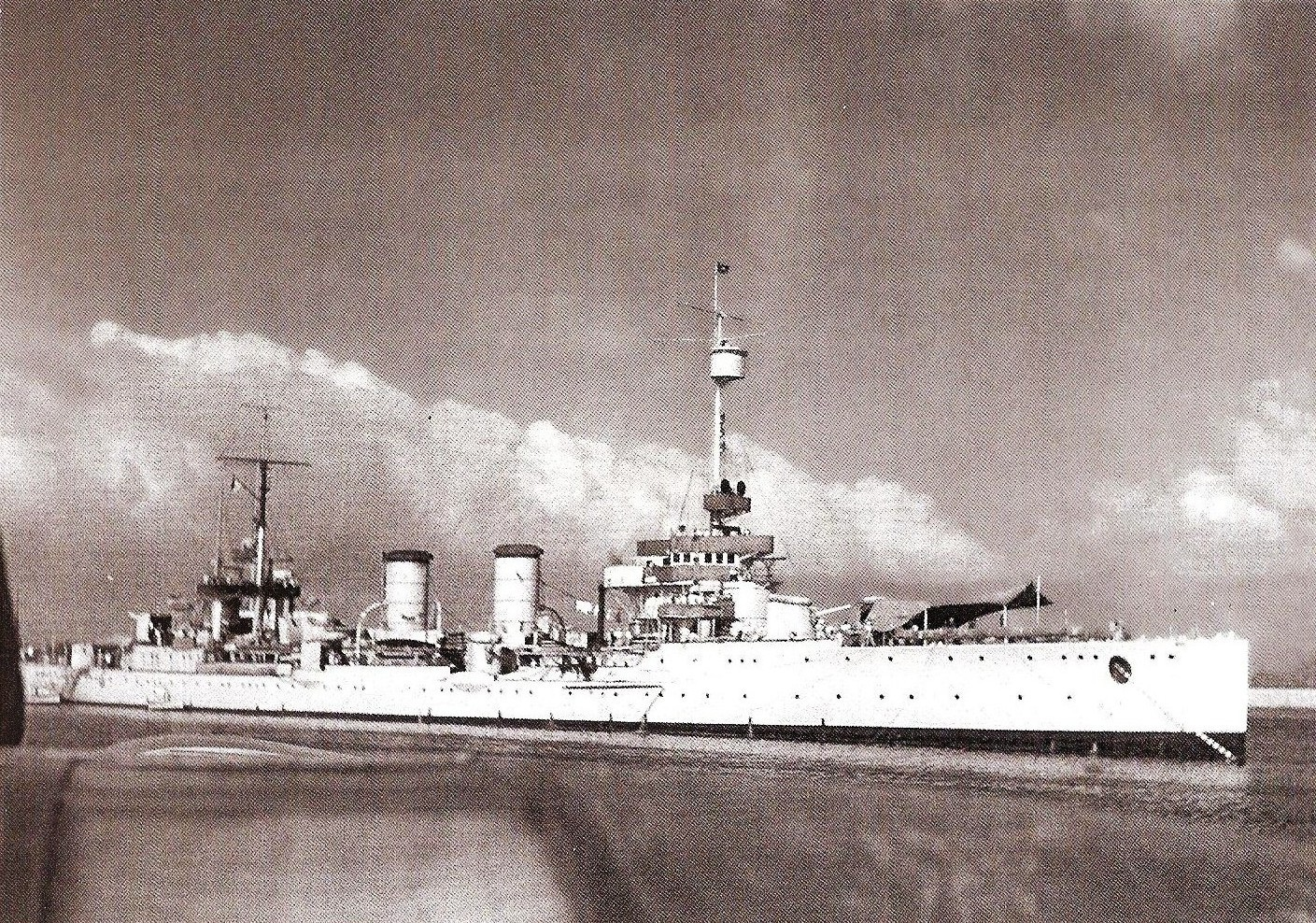
Il Bari ormeggiato a Patrasso intorno al 18 giugno 1941, con l'insegna dell'ammiraglio comandante Marimorea.

L'incrociatore divenne poi nave ammiraglia del Comando Militare Marittimo della Morea (Marimorea), retto dapprima dall'ammiraglio Vittorio Tur e poi, dal giugno 1941, dall'ammiraglio Alberto Marenco di Moriondo
Tra il 1940 ed il 1941, in seguito a nuovi lavori, il Bari ricevette altre 6 mitragliere singole da Breda 20/65 Mod. 1940. Nel 1942 l'armamento dell'unità risultò consistere negli 8 pezzi da 150 ed in 19 mitragliere da 20/65, oltre che nelle sistemazioni per la posa delle mine. L'incrociatore fu impiegato anche per scorta convogli e missioni di soccorso. Successivamente la nave, dislocata a Livorno, venne assegnata anche alle operazioni di sbarco a Malta (operazione «C3»). Secondo i piani elaborati nell'aprile-maggio 1942, il Bari ed il Taranto, insieme a 20 torpediniere, nove motosiluranti, tre vedette antisommergibili, un cacciatorpediniere tedesco, una flottiglia di motosiluranti tedesche ed una di dragamine veloci, tutti inquadrati nella Forza Navale Speciale, avrebbero dovuto scortare il convoglio (composto, per lo sbarco, da 3 posamine, 4 motonavi cisterna, 2 motonavi, 65 motozattere italiane e 32 tedesche, 100 motolance, 24 motoscafi, 7 piroscafi di piccola stazza e 2 traghetti, e per il trasporto da 10 trasporti truppe, 6 piroscafi da carico, 25 motovelieri, 5 navi cisterna adibite al trasporto di materiali, 12 dragamine e 10 rimorchiatori) e fornirgli la protezione diretta nell'area dello sbarco. La Forza Navale Speciale, sempre al comando dell'ammiraglio Tur, avrebbe dovuto organizzare e portare a compimento la spedizione, fornire difesa ravvicinata al convoglio ed all'area dello sbarco e porre il blocco alle acque costiere di Malta, mentre il grosso della flotta italiana avrebbe supportato lo sbarco con il fuoco delle proprie artiglierie, impedito l'arrivo di rifornimenti all'isola ed impedito un contrattacco da parte della Mediterranean Fleet. L'operazione «C3», tuttavia, non venne mai attuata.

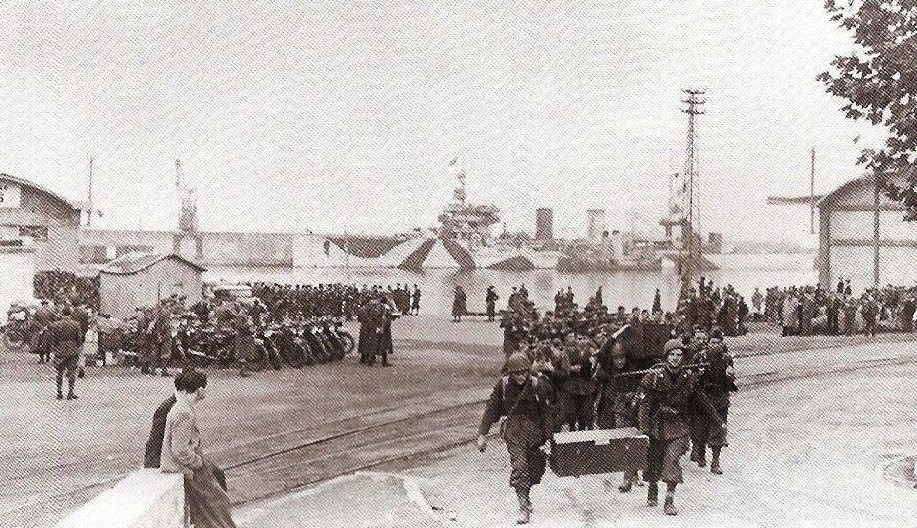
L'incrociatore a Bastia l'11 novembre 1942, durante lo sbarco italiano. In primo piano reparti di Camicie Nere sbarcate dall'unità.

Nel 1942 l'incrociatore venne impiegato in operazioni di bombardamento della costa del Montenegro e della Grecia a contrasto della guerriglia partigiana e successivamente, insieme alla FNS, fu dislocato a Livorno per partecipare, come nave ammiraglia della FNS, alle esercitazioni di sbarco in vista dell'operazione «C3», che si tennero nella primavera del 1942 tra Calafuria e Castiglioncello.

In novembre il Bari, quale nave ammiraglia della FNS e partecipò allo sbarco ed all'occupazione di Bastia da parte delle truppe italiane. L'occupazione della Corsica (nonché della Tunisia) fu decisa in seguito all'operazione Torch ed alla mancata resistenza delle forze della Francia di Vichy: l'11 novembre 1942 le forze italiane sbarcarono a Bastia (sbarco principale), Ajaccio, Porto Vecchio e Santa Maura (sbarchi minori), senza che le forze francesi opponessero resistenza attiva. Il corpo di spedizione consisteva in 14.000 uomini, appartenenti al Reggimento San Marco, al Gruppo Camicie Nere da sbarco ed alle Divisioni di fanteria «Friuli» e «Cremona». Gli sbarchi vennero eseguiti dalla Forza Navale Speciale, ancora in parte concentrata a Livorno dopo la cancellazione dell'operazione «C3», al comando dell'ammiraglio Vittorio Tur, la cui nave di bandiera era ancora il Bari. Il Bari, avente a bordo reparti di Camicie Nere, fu, insieme al traghetto Aspromonte (carico di mezzi corazzati e gommati), una delle prime unità ad entrare nel porto di Bastia, dopo che tre gruppi di motolance da sbarco classe ML, scortati da alcuni cacciatorpediniere momentaneamente aggregati alla FNS, avevano effettuato dei primi sbarchi sulle spiagge a sud ed a nord di Bastia, dopo una traversata resa difficoltosa dalle avverse condizioni meteomarine. L'ingresso anticipato del Bari rispetto al resto della formazione fu dovuto ad un'iniziativa dell'ammiraglio Vittorio Tur, per parlamentare con i comandi francesi ed ottenere una resa pacifica del presidio. Dopo il Bari e l'Aspromonte entrarono nel porto di Bastia anche alcune motocisterne/navi da sbarco della classe Sesia, posamine, piroscafetti e motonavi di piccole dimensioni, motovelieri, motobragozzi, motoscafi ed altre piccole unità con truppe e materiali.

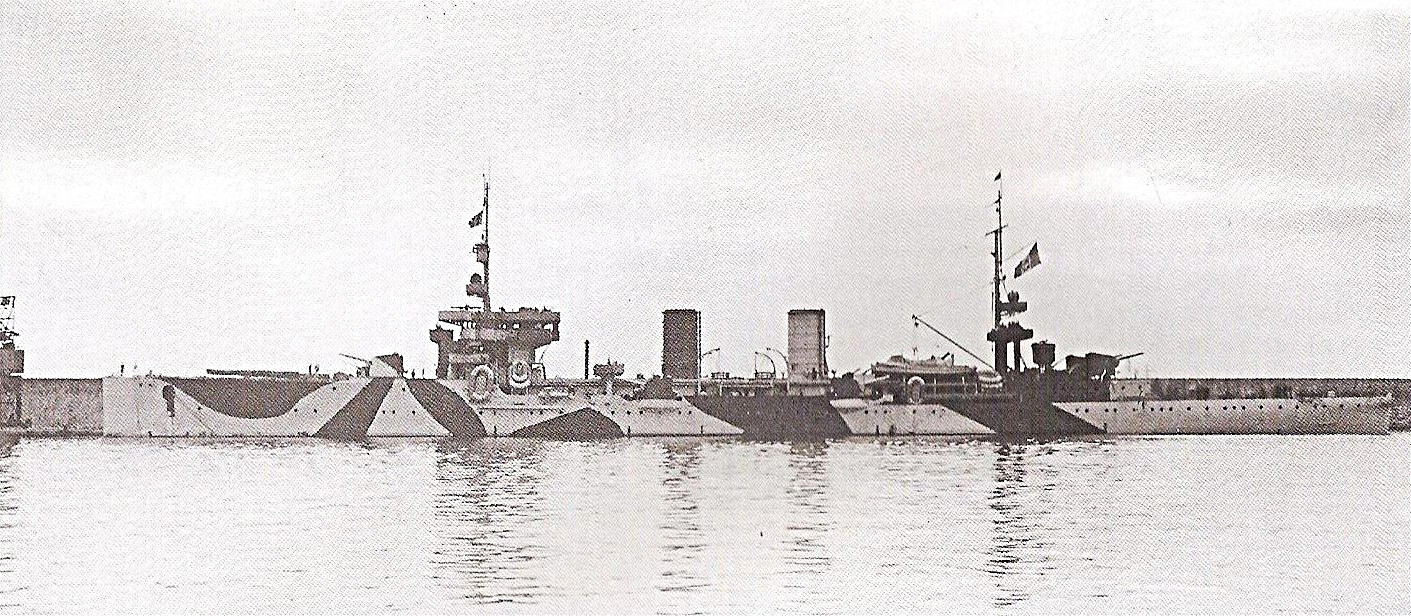
Un'altra foto del Bari a Bastia l'11 novembre 1942.

Nel gennaio 1943, con la definitiva cancellazione dell'operazione «C3», la Forza Navale Speciale cessò di esistere.

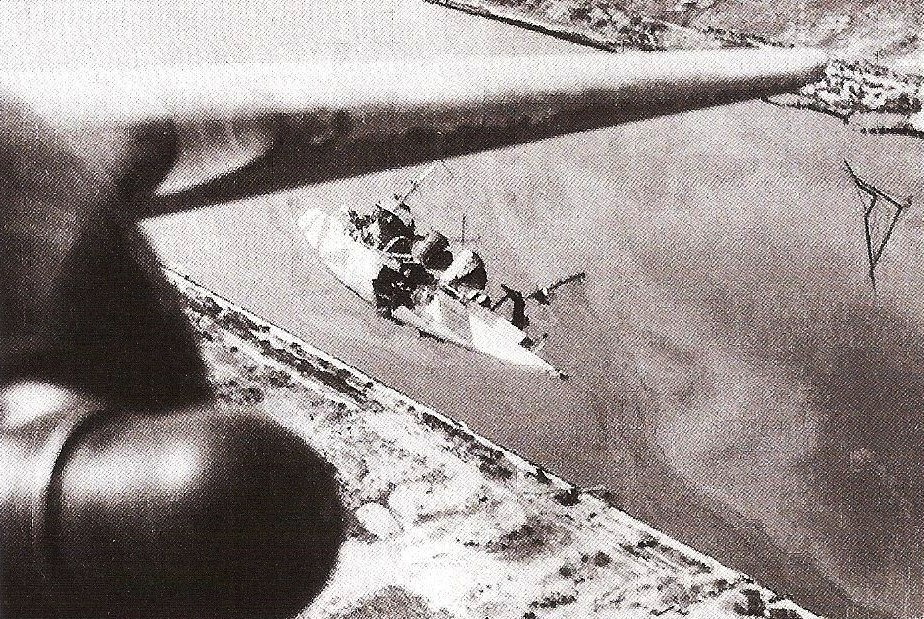
Il relitto del Bari in una foto aerea dell'estate 1944.

Successivamente si pianificò la conversione del Bari in incrociatore antiaerei (da impiegare nella difesa dei convogli), armato con otto pezzi singoli da 90/50 mm, otto mitragliere pesanti da 37/54 mm ed otto da 20/70 mm. I lavori ebbero inizio nella primavera del 1943, ma non poterono mai essere portati a termine: il 28 giugno 1943, infatti, Livorno fu oggetto di un pesante bombardamento aereo da parte di 97 Boeing B-17 Flying Fortress della 12th USAAF su Livorno, aventi come obiettivo il porto, lo scalo ferroviario e la raffineria, che sganciarono circa 250 tonnellate di bombe. Gli obiettivi furono colpiti insieme al centro abitato, con gravi danni, l'affondamento di diverse navi e 252 vittime civili), ed anche il Bari venne colpito da diverse bombe e pesantemente danneggiato, affondando su bassi fondali nel Canale Industriale (dov'era stato portato per scongiurarne la totale perdita) due giorni dopo. I danni vennero poi giudicati irreparabili.
Dal 10 giugno 1940 all'affondamento il Bari aveva svolto 47 missioni di guerra, percorrendo 6800 miglia nautiche.
Alla dichiarazione dell'armistizio, l'8 settembre 1943, erano in corso i lavori di recupero, che vennero sospesi: il relitto dell'incrociatore, parzialmente affiorante, venne sabotato ed ulteriormente danneggiato per evitare la cattura. Il relitto fu poi parzialmente demolito dalle forze tedesche nel corso del 1944. Radiato dai quadri della Regia Marina il 27 febbraio 1947, il Bari venne riportato a galla il 13 gennaio 1948 e demolito.